# Ingela Bendrot
Ingela Maria Bendrot (född Blomberg), född 4 juli 1962 på Källtorps gård utanför Kalmar, var 2012-2014 statssekreterare hos infrastrukturminister Catharina Elmsäter-Svärd på Näringsdepartementet.
Bendrot är 2016 VD för Nya Ostkustbanan (Det formella namnet är Ostkustbanan 2015 AB) och vice ordförande i Kommunrevisionen i Täby kommun och ledamot i Moderaternas styrelse i Täby.
Hon började sin politiska bana i Moderata Ungdomsförbundet 1977. Hon har varit ordförande för Moderat Skolungdom i Kalmar län och distriktsordförande i Moderata Ungdomsförbundet i Kalmar län. Kalmar län. Hon var ledamot i Moderata Ungdomsförbundets förbundsstyrelse 1988 - 1990.
Hon var ledamot i kommunfullmäktige i Oskarshamn 1985 – 1987 och i Kalmar 1988 - 1989.